# Chojoongdong
Chojoongdong (Hangul: 조중동, CJD) es un término peyorativo que se refiere a tres periódicos conservadores de gran circulación en Corea del Sur. La palabra es un acrónimo de los periódicos Chosun Ilbo , Joong-ang iIbo y Dong-a Ilbo, y se considera que la agrupación forma la base de los medios conservadores de Corea del Sur.
El término fue utilizado por el editor de Hankyoreh , Jung Yeonju (Hangul: 정연주) ya en octubre de 2000. Los liberales coreanos critican a Chojoongdong principalmente por sus posturas editoriales conservadoras y por hacer negocios de manera colusoria y subrepticia.  Desde 2008, algunos críticos de CJD han afirmado que existe una estrecha relación entre CJD y el gobierno de Lee Myung-bak.
A partir de 2010, la participación de mercado de Chosun , Joong-ang y Dong-a Ilbo es del 24,3 %, 21,8 % y 18,3 %, respectivamente. Casi el 58% de los suscriptores de periódicos impresos en Corea del Sur leen una de las tres noticias diarias. En diciembre de 2011, Chosun Ilbo abrió su propia red de noticias por cable.

## Críticas
Quienes se oponen a los tres principales periódicos les atribuyen un grado desproporcionado de influencia y poder, en la medida en que creen que simplemente abolirlos desencadenaría importantes cambios positivos (una de las organizaciones anti-periódicos más prominentes se llama "Un mundo hermoso sin Chojoongdong").  Aunque los principales periódicos son organizaciones privadas, y son competidores entre sí, sus oponentes los consideran una organización monolítica y cuasi gubernamental. Las críticas provienen de su historia previa de colaboración con Japón en la ocupación japonesa de 1910-1945. (el Joongang Ilbo , sin embargo, no existió durante la ocupación japonesa), así como su colaboración con el gobierno autoritario interno antes de la transición democrática en 1987.

### Censura
Algunos críticos dicen que los periódicos de la CJD tienen tendencias conservadoras de censurar noticias desfavorables para el gobierno conservador de Lee Myung-bak. Jung Woon-hyun acusó a los tres periódicos de censurar artículos relacionados con WikiLeaks que supuestamente expusieron cuestiones negativas bajo la influencia administrativa del presidente Lee Myung-bak.  También ha transmitido las decisiones de la corte que absolvió a PD Note de MBC y su episodio sobre las protestas de Beef de 2008, pero acordó que había información falsa en el episodio.

### Acusación de matrimonios estratégicos
Los opositores creen que CJD se ha unido al mundo empresarial a través de matrimonios estratégicos,  haciendo que sus artículos estén sesgados hacia el capital.